# وودورت (لوئیزیانا)
وودورت (به انگلیسی: Woodworth) شهری در ایالت لوئیزیانا کشور ایالات متحده آمریکا است که جمعیت آن در سرشماری سال ۲۰۱۰ میلادی، ۱٬۰۹۶ نفر بوده‌است.